# Tàrtar (mitologia)

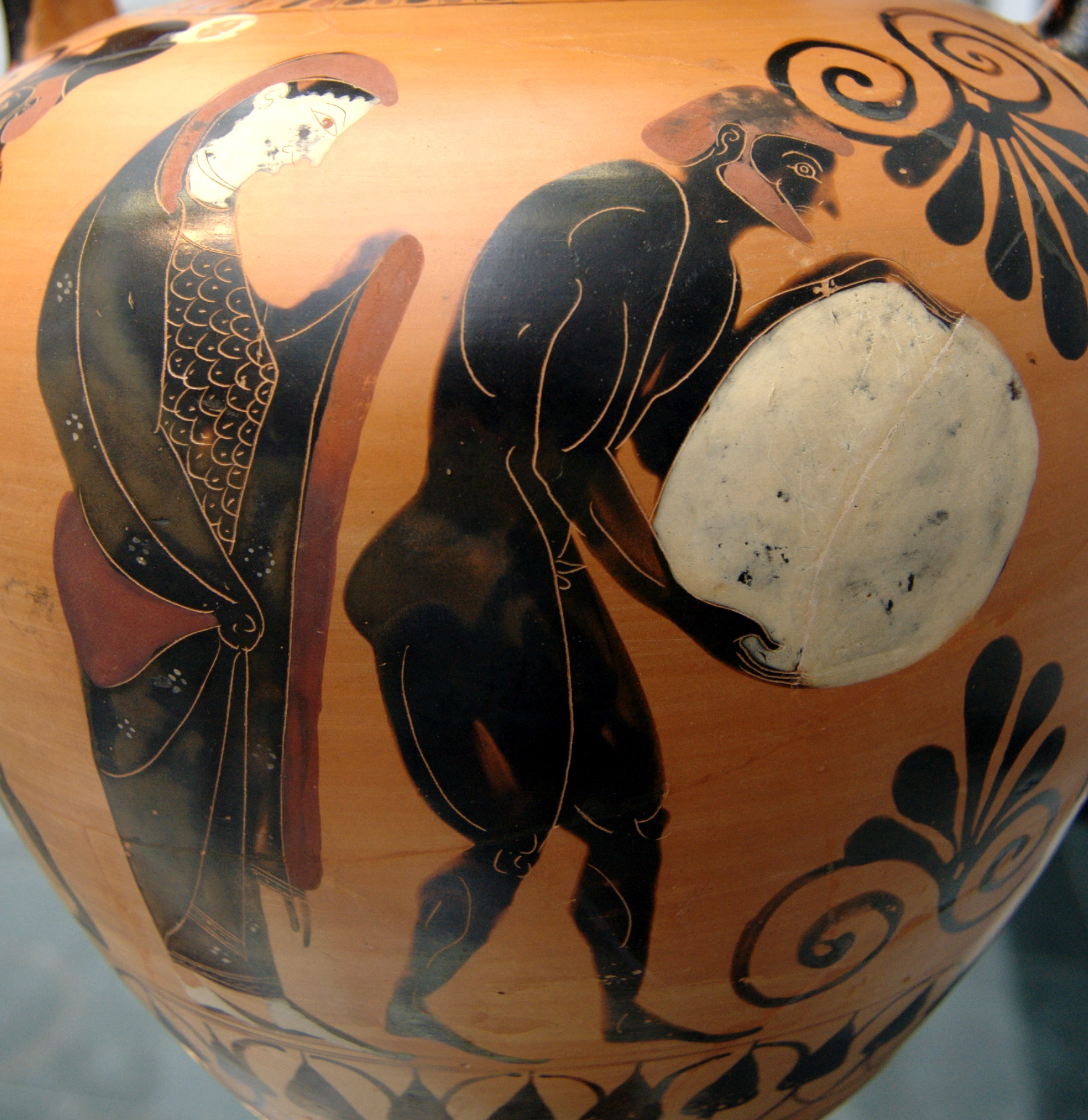
Sísif al Tàrtar observat per Persèfone

En la mitologia grega, el Tàrtar (en grec antic Τάρταρος, Tàrtaros) apareix als poemes homèrics i a la Teogonia d'Hesíode com la regió més profunda del món situada per sota dels mateixos Inferns.
Originàriament, es considerava que es trobava per sota de l'Hades i que hi havia la mateixa distància d'un a l'altre que del cel a la terra. Constituïa, per tant, el fonament de l'univers.
Allí va ser on Úranos va tancar els seus monstruosos fills que havia tingut amb Gea, els ciclops Arges, Estèropes i Brontes. Però Gea, per alliberar-los va amotinar els Titans contra el seu pare. Aconseguida la victòria, Cronos, el més jove dels Titans, va alliberar els ciclops, però els va tornar a tancar de seguida. No van ser alliberats definitivament fins que Zeus els trià com a aliats en la seva lluita contra els Titans i els Gegants. Els Titans van ser enfonsats al Tàrtar per Zeus, ajudat pels seus germans Hades i Posidó. Aquests déus nouvinguts van posar com a guardians del Tàrtar els Hecatonquirs, Briàreu, Gies i Cotos, perquè ningú no se n'escapés.
Els Olímpics temien el Tàrtar. Quan algun d'ells s'oposa a Zeus, el déu l'amenaça de tancar-lo al Tàrtar, i el rebel s'afanya a obeir. Quan Apol·lo va matar els ciclops amb les seves fletxes, Zeus va estar a punt de tancar-lo allà, i només se n'escapà perquè Leto va aconseguir que en lloc de precipitar-lo al Tàrtar, el seu fill només fos castigat a servir un mortal durant un any. Apol·lo va anar a Tessàlia, a Feres, a la cort del rei Admet i el va servir fent de pastor. Al Tàrtar hi van anar els Aloïdes i Salmoneu.
Posteriorment, el Tàrtar va passar a ser una regió de l'Hades on eren enviats els criminals i els pecadors, com Ixió, Sísif i Tàntal, per rebre el seu càstig. En aquest sentit, el Tàrtar era tot el contrari dels Camps Elisis. En la Teogonia d'Hesíode, el Tàrtar està personificat. És presentat com un dels elements nascuts del Caos primigeni, germà de Gea, amb la qual es va unir per engendrar els monstres Tifó i Equidna, als quals de vegades s'hi afegeixen l'àliga de Zeus i Tànatos, el geni de la mort.